# クルーエル・インテンションズ
『クルーエル・インテンションズ』（Cruel Intentions）は、1999年製作のアメリカ合衆国の映画。ロジャー・カンブル監督によるサスペンスドラマ映画である。
ラクロの小説『危険な関係』が原作であるが、舞台を18世紀ではなく、現代のアメリカに移し、主人公たちはティーンエイジャーに変わっている。

## あらすじ
両親の結婚で義理の姉と弟になった高校生のキャスリン（サラ・ミシェル・ゲラー）とセバスチャン（ライアン・フィリップ）の発案した恋愛ゲームを描く。
彼らは学園長の娘アネット（リース・ウィザースプーン）をセバスチャンが落とせるかどうかで賭けをするが、真剣に彼女を愛してしまったセバスチャンは賭けから降りる。プライドを傷つけられたキャスリンは、セシル（セルマ・ブレア）のチェロの家庭教師ロナルド（ショーン・パトリック・トーマス）を誘惑し、セバスチャンを襲撃させる。アネットはセバスチャンと家庭教師の間に割って入ろうとし、家庭教師によって道路に突き飛ばされる。セバスチャンは彼女をかばいタクシーにはねられて死亡する。キャスリンが元凶と信じるアネットは、キャスリンに対する復讐を開始した。

## キャスト
| 役名                     | 俳優                           | 日本語吹替 |
| ------------------------ | ------------------------------ | ---------- |
| キャスリン・メルトゥイユ | サラ・ミシェル・ゲラー         | 三石琴乃   |
| セバスチャン             | ライアン・フィリップ           | 林延年     |
| アネット                 | リース・ウィザースプーン       | 渕崎ゆり子 |
| セシル                   | セルマ・ブレア                 | 湯屋敦子   |
| ブレイン                 | ジョシュア・ジャクソン         |            |
| マーシー                 | タラ・リード                   |            |
| ヘレン                   | ルイーズ・フレッチャー         |            |
| ロナルド                 | ショーン・パトリック・トーマス | 森川智之   |
| グレッグ                 | エリック・メビウス             | 三木眞一郎 |

## 備考
サラ・ミシェル・ゲラーとライアン・フィリップは、1997年のホラー映画『ラストサマー』でカップルを演じて以来の共演である。また、本作のプロデューサーであるニール・H・モリッツは『ラストサマー』のプロデューサーの1人である。

## 続編
- クルーエル・インテンションズ2 - セバスチャンとキャスリンが出会った頃を描いた作品。
- クルーエル・インテンションズ3 - キャスリンの死後、彼女の知人だった大学生の男女の愛憎劇を描く。